# Climești (okręg Bacău)
Climești – wieś w Rumunii, w okręgu Bacău, w gminie Berești-Bistrița. W 2011 roku liczyła 304 mieszkańców.